# Tiburtina (estación)
Tiburtina es una estación de la línea B del Metro de Roma. Se encuentra en el distrito Tiburtino, del que recibe su nombre. Está conectada con la estación de Roma Tiburtina, permitiendo hacer intercambios con las redes de ferrocarriles regionales y de cercanías, con trenes de Trenitalia y de Nuovo Trasporto Viaggiatori.
La estación fue inaugurada el 8 de diciembre de 1990, y en su entorno se encuentra una de las facultades de la Universidad de Roma La Sapienza, el Cementerio comunal monumental Campo Verano y la Basílica de San Lorenzo Extramuros.

## Historia
Subterránea, fue inaugurada en diciembre de 1990.